# 根岸佶
根岸 佶（ねぎし ただし、1874年（明治7年）8月9日 - 1971年（昭和46年）7月22日）は、日本の経済学者。一橋大学名誉教授。日本学士院賞受賞。

## 人物・経歴
和歌山県出身。和歌山県尋常中学校（現和歌山県立桐蔭高等学校）を経て、1899年高等商業学校（現一橋大学）本科卒業、1901年同校専攻部貿易卒。本科では日中貿易論、専攻部では中国交通論を研究。1933年「支那ギルドの研究」で東京商科大学（現一橋大学）経済学博士。
1901年上海の東亜同文書院教授、1907年東亜同文会主査。中国経済を研究。帰国後、1908年東京高等商業学校（現一橋大学）講師、1911年東京朝日新聞政治部記者、1916年東京商科大学（現一橋大学）教授、1919年同大学附属商業専門部教授、1921年同大学専門部教授、1935年定年退官、同大学講師、1936年同大学学生課課長心得、1939年東亜同文会第六調査委員会学術部委員会委員、1950年東京商科大学客員教授、東京商科大学名誉教授、1951年一橋大学名誉教授。この間、1916年から東京朝日新聞客員、1922年から東亜同文会理事。
1917年正七位、1919年従六位、1921年正六位、1923年従五位、1926年正五位、1928年勲四等瑞宝章、大礼記念章、1931年高等官一等、従四位勲三等瑞宝章、1935年正四位。1954年「中国のギルド」で日本学士院賞受賞。一橋大学名誉教授。門下に石川滋、村松祐次など。墓所は多磨霊園。
長男は根岸国孝（一橋大学教授）、次男は根岸国義（外交官）。

## 著書
- 『清国商業綜覧』編 丸善 1906-1908
- 『支那特別関税会議の研究』自彊館書店 1926
- 『支那ギルドの研究』斯文書院 1932
- 『支那及満洲の通貨と幣制改革』越智元治共著 東亜同文会 1937
- 『支那経済論』「新経済学全集別巻」日本評論社 1941
- 『華僑襍記』朝日新聞社・朝日新選書 1942
- 『中国社会に於ける指導層 中国耆老紳士の研究』平和書房 1947
- 『買弁制度の研究』日本図書 1948
- 『上海のギルド』日本評論社 1951 のち大空社から復刊、1998
- 『中国のギルド』日本評論新社 1953 のち大空社から復刊、1998

## 参考
- デジタル版日本人名大辞典